# Даунтаун Лос-Анджелеса
Даунтаун Лос-Анджелеса (англ Los-Angeles Downtown)— центральний діловий район Лос-Анджелеса, штат Каліфорнія, з населенням 50.000 людей. Протягом дня приплив працівників наростає більш ніж до 200 000 людей.
Місто засноване 1789 року, на сьогоднішній день центр Лос-Анджелеса складається з низки різних районів

## Історія

### Ранні роки
Найбільш раннє відоме поселення яке проживало в області що в даний час є центром Лос-Анджелеса був народ корінних американців Тонґва  
Пізніше в європейське поселення прибув Отець Хуан Креспі, іспанський місіонер, якому доручено вивчити простори для католицьких місій по Каліфорнії.
В 1769 році, він зазначив що регіон має "всі передумови для великого населеного пункту." 
4 вересня 1781 місто було засновано 
групою поселенців, які кочували на північ від сучасної Мексики. 
Населення міста виросло від 11000 в 1880 році до майже 100 000 в 1896 році, удосконалення  інфраструктури та будівництво мережі вулиць в кінцевому підсумку сприяла розвитку на півдня від початкового поселення, 
що сьогодні є історичним центром  району.